# Harpagifer
Harpagifer Richardson, 1844 è un genere di pesci ossei marini dell'ordine Perciformes, unico genere della famiglia Harpagiferidae.

## Distribuzione e habitat
Le specie della famiglia sono diffuse lungo le coste antartiche a nord fino all'estremo meridionale del Sudamerica e alle isole Kerguelen e Macquarie. Sono strettamente costieri.

## Descrizione
L'aspetto di questi pesci è abbastanza simile a quello dei Cottidae o di certi Gobiidae. Non è presente alcun barbiglio sul mento. Sono presenti due spine: una sull'opercolo branchiale e una sul preopercolo.
Sono pesci di piccola taglia, sempre inferiore a 10 cm.

## Specie
- Harpagifer andriashevi Prirodina, 2000
- Harpagifer antarcticus Nybelin, 1947
- Harpagifer bispinis (Forster, 1801)
- Harpagifer crozetensis Prirodina, 2004
- Harpagifer georgianus Nybelin, 1947
- Harpagifer kerguelensis Nybelin, 1947
- Harpagifer macquariensis Prirodina, 2000
- Harpagifer nybelini Prirodina, 2002
- Harpagifer palliolatus Richardson, 1845
- Harpagifer permitini Neyelov & Prirodina, 2006
- Harpagifer spinosus Hureau, Louis, Tomo & Ozouf, 1980[2]